# Прошин, Дмитрий Львович
Дми́трий Льво́вич Про́шин (род. 23 января 1974, Темников, Мордовская АССР) — российский футболист, защитник; тренер. Большую часть карьеры провёл в составе владимирского «Торпедо».

## Карьера
Воспитанник владимирского футбола. Занимался у тренера Юрия Пьянова и Андрея Николаевича Романова.
Свой первый матч в карьере провёл 20 июня 1992 года против элистинского «Уралана».
Затем 8 лет играл на первенстве Владимирской области. В составе «Ковровца» выступал на первенство МФФ «Золотое кольцо».
И только в 2000 году тренер «Торпедо» Юрий Пьянов вернул его в основную команду. За «Торпедо» Прошин без учёта небольшого периода, проведённого им в ивановском «Текстильщике», провёл 11 сезонов и сыграл в более 300 играх.
После сезона 2011/2012 собирался завершить карьеру футболиста, однако после банкротства владимирцев был внесён в заявку «Торпедо» на сезон 2012 ЛФЛ МФФ «Золотое кольцо». По окончании турнира завершил карьеру.

### Тренерская карьера
Имеет тренерскую лицензию категории «C».
С 2012 по 2020 год работал тренером в ГБУ СШ № 2 Василеостровского района «Звезда» в Санкт-Петербурге.
С 2020 года является тренером в СШ «Алмаз-Антей» (Санкт-Петербург).

## Личная жизнь
Отец — Лев Викторович Прошин, бывший спортсмен. Мать — Валентина Ивановна.
В разводе. Бывшая супруга Марина — тренер по художественной гимнастике.
Сам Дмитрий в детстве помимо футбола увлекался хоккеем. Во время игровой карьеры в свободное время играл в любительский хоккей, посещал футбольные и мини-футбольные матчи во Владимире. Также интересовался художественной гимнастикой.
Закончил владимирский филиал Российской академии государственной службы по специальности «менеджер государственного и муниципального управления».